# Tatra 602 Tatraplan Sport
Tatra 602 Tatraplan Sport je závodní vůz vyrobený Tatrou v roce 1949.

## Vznik a vývoj
Tatru 602 Tatraplan Sport vyrobila Tatra v roce 1949 na základě typu T 600 za pouhé dva měsíce od počátku konstrukčních prací. Stavbu podstatně urychlilo použití řady sériových dílů T 600. Karoserii pro T 602 Tatraplan Sport připravil český karosář Sodomka. T 602 byl dvoudveřový sportovní vůz, roadster. Karoserie byla "posazena" na podvozek z příhradové konstrukce z ocelových trubek, přes který byla umístěna lehká duralová karoserie. Vůz byl původně poháněn 1,9litrovým čtyřválcovým motorem umístěným uprostřed se čtyřmi karburátory o výkonu přibližně 62 kW (84 k). Síla motoru byla přenášena na zadní kola prostřednictvím čtyřrychlostní manuální převodovky.
V roce 1952 byl vůz modernizován instalací silnějšího 2,5l vzduchem chlazeného motoru V8 (z budoucí Tatry 603) dávající kolem 99 kW (135 k) připojený k 4rychlostní manuální převodovce. Tento vůz byl zničen při pokusu o překonání československého rekordu v létě 1953. Jezdec Josef Chovanec havárii přežil bez zranění, ale z vozu po požáru zůstaly pouze trosky.
V 1987 byl ze shořelého torza vůz značným úsilím rekonstruován  pro herce a závodníka Luďka Munzara (1933–2019). Pro karosérii nakreslil podle původních nákresů a plánů výrobní výkresy konstruktér a automobilový designer  Václav Král. Zatímco původní T 602 měla duralovou karosérii na trubkovém rámu, byla karoserie při rekonstrukci vyrobena z ocelového plechu. Munzar se s vozem několik let účastnil závodů historických automobilů. V roce 1989 dokonce zvítězil ve své kategorii v mistrovství Evropy veteránů. Později byl automobil vystaven v Muzeu sportovních vozů v Lánech. V Technickém muzeu Tatry Kopřivnice je vystaven podvozek T 602 Bruno Sojky.

## Popis automobilu
Závodní speciál Tatra 602 Tatraplan Sport vznikl ve dvou kusech. Tatraplan Sport byl určený pro silniční závody na okruzích. Měl svařovanou příhradovou konstrukci z ocelových trubek zakrytou lehkou duralovou karoserií (AlMg5). Otevřený prostor posádky měl i místo pro spolujezdce, které mohlo být zakrytováno. K pohonu sloužil upravený čtyřválec používaný v sériových tatraplanech, konstruktéři ho oproti sériovému vozu otočili o 180° a umístili jej před zadní nápravu.
Plochý, vzduchem chlazený motor (boxer) s rozvodem OHV měl vrtání 85 mm a zdvih 86 mm, což dávalo zdvihový objem 1952 cm³, při kompresním poměru 8:1 a při 4500 ot/min byl výkon motoru 55 kW/75 k, později po úpravách 62 kW/84 k při 4800 ot/min. Motor dostal čtyři spádové karburátory Solex 32 UBIP. Sací ventily byly zvětšeny na průměr 46 mm se zesílenými ventilovými pružinami. Upraveno bylo sací i výfukové potrubí. Každý válec měl samostatný výfuk s tlumičem Burges. Chlazení motoru zajišťoval axiální tlačný ventilátor s horizontální osou, poháněný klínovým řemenem. Zapalování bylo bateriové 12V, rozdělovač Scintilla BP 4-S, zapalovací svíčky Bosch 240 a spouštění motoru zabezpečoval startér PAL 1,8 k.
Na motor navazovala suchá jednokotoučová spojka a čtyřstupňová dvouhřídelová synchronizovaná převodovka s rozvodovkou. U zadní kyvadlové nápravy byly trakční a brzdné síly i příslušné momenty zachyceny do rámu suvným ramenem, ukončeným kulovým kloubem. Byla tvořena nezávislými kyvnými polonápravami a byla odpružena dvěma podélnými torzními tyčemi. Přední kola vykyvovala na dvou příčných rovnoběžnících tvořených příčnými poloeliptickými pery. Všechna kola s pneumatikami 5,50x16" měla hydraulické tlumiče pérování.
Brzdy na obou nápravách byly bubnové, to byl tehdy standard jako u T 600, ale oba okruhy pro zadní a přední brzdy byly odděleny, přičemž každý okruh měl vlastní, hlavní brzdový válec. Později původní dvouokruhový brzdový systém dostal pro různé problémy opět normální jednoduchý válec a teprve později, když n. p. Autobrzdy Jablonec nad Nisou začal vyrábět odpovídající dvojitý válec, přešlo se u jednoho z obou vozů opět na systém dvouokruhový. Chlazení brzd podporovaly lapače vzduchu a bohatější žebrování bubnů. Dvě palivové nádrže (celkový objem 100 l) byly umístěny po obou stranách kokpitu, přibližně v těžišti vozu. Vůz dosahoval rychlosti 180 km/h.
V roce 1952 došlo k výměně motoru za osmiválcový do V z budoucí Tatry 603 o zdvihovém objemu 2545 cm³ (vrtání 75 mm, zdvih 72 mm), zvýšila se komprese na 11:1 a tím i jeho výkon až na 99 kW/135 k. Původně dvoumístný vůz byl později upraven jako jednomístný. V tomto provedení vůz dosahoval rychlosti až 225 km/h.

## Sportovní úspěchy

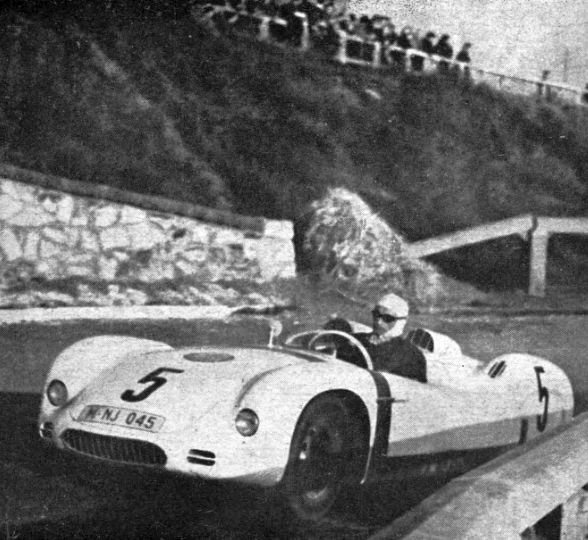
Tatra 602 Tatraplan Sport v závodě O Strahovský štít (1950)

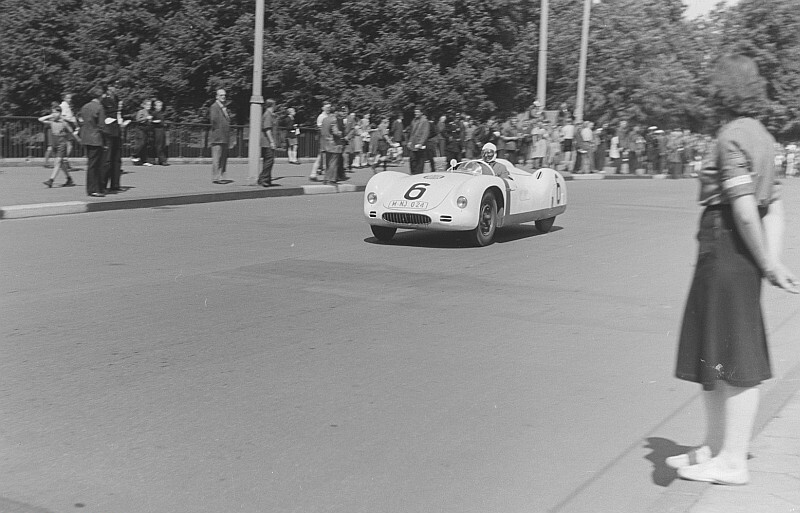
Tatra T-602 Tatraplan Sport na závodě "Rund um das Scheibenholz" (Lipsko 1951)

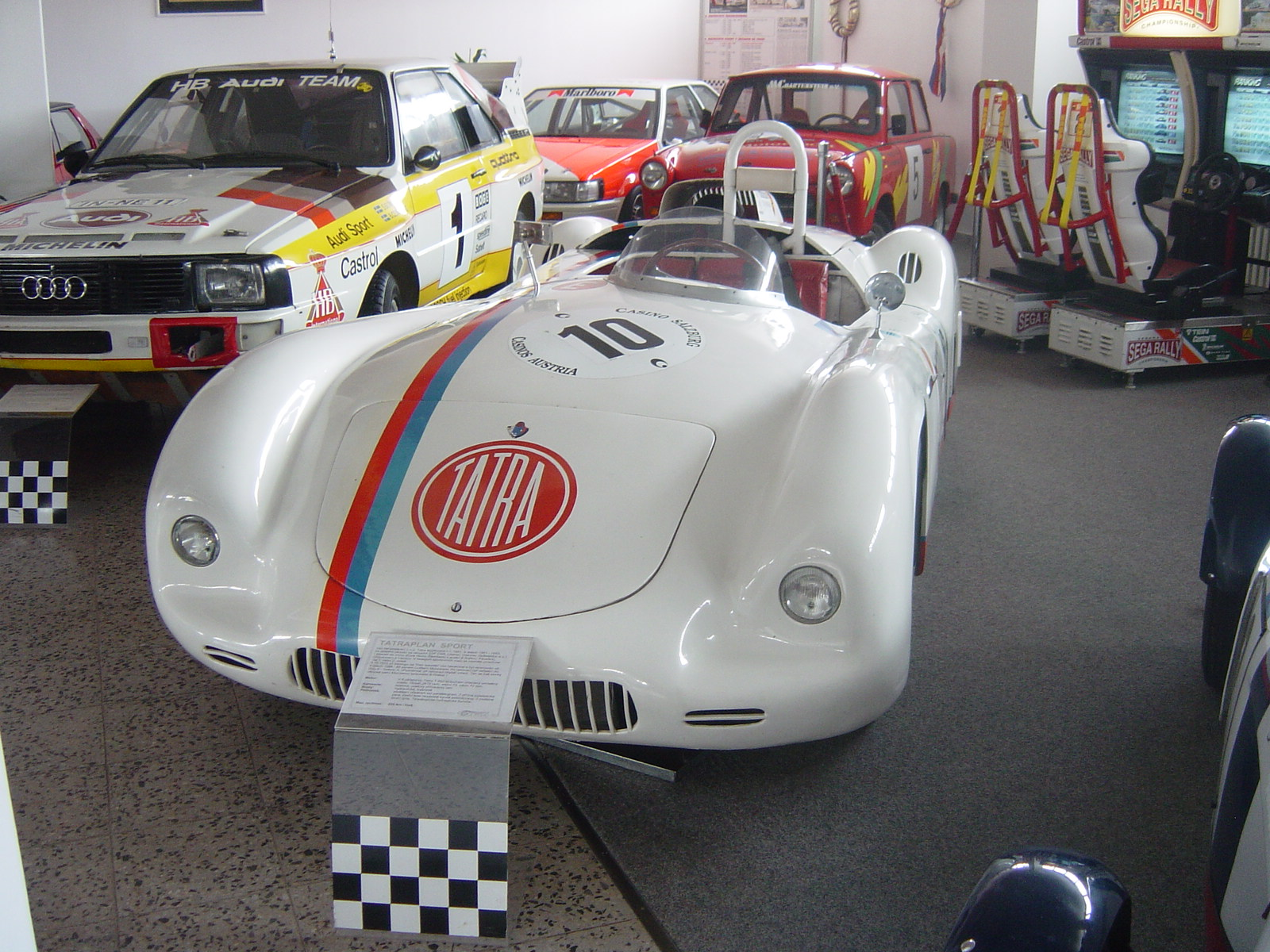
Muzeum sportovních vozů v Lánech - Tatraplan Sport (2006)

Typ T 602 se osvědčil a v letech 1949 až 1952 vyhrál mnoho závodů především za řízení Bruna Sojky, Jaroslava Pavelky, Josefa Chovance a Adolfa Veřmiřovského. Od přelomu let 1948–1949 byl Bruno Sojka zaměstnán v Tatře Kopřivnice jako technický úředník, což bylo pro „úřady stravitelné“ označení pro jeho skutečnou pozici továrního, zkušebního jezdce. Vrcholem automobilové sezóny byla Velká cena Československa konaná 25. září 1949 na Masarykově okruhu v Brně. Navštívilo ji 300 tisíc diváků, jiné prameny uvádějí až 400. V doprovodném závodě o Cenu města Brna na 6 kol/106,8 km zvítězil Bruno Sojka (st. č. 31) v třídě sportovních vozů do 2,0 l na voze Tatra 602 Tatraplan Sport (čtyřválec 1952 cm³, rozvod OHV, výkon 84 k/62 kW) a v celkovém pořadí Ceny města Brna stačil Sojkův výkon na druhé místo za Zdeňkem Treybalem na závodním voze Simca Gordini T15S. V hlavním závodě ve Velké ceně Československa na 20 kol/356 km obsadil Sojka na Tatraplanu-sport 9. místo (st. č. 22). Do historie se zapsal jako první československý jezdec, který se umístil v závodě Grand Prix po druhé světové válce. V samotném závodě zvítězil Peter N. Whitehead na Ferrari, když za sebou mj. nechal Farinu (Maserati 4CLT/48), Chirona (Maserati 4CLT) , Étancellina (Talbot Lago T26C) a další. Byl to jediný závod formule 1 (podle dnešních kritérií), který se kdy v Československu konal.

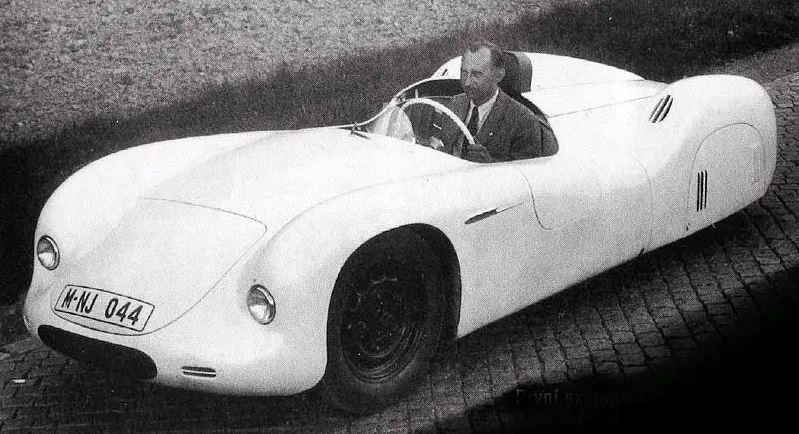
Bruno Sojka na Tatra T-602 Tatraplan Sport (1949)

Na rychlostním závodu motocyklů a automobilů, na III. Poděbradském okruhu, který se konal 23. dubna 1950 obsadil Bruno Sojka s Tatrou T 602 Tatraplan Sport 2. místo. V závodě těsně zvítězil ing. Zdeněk Sojka (mladší bratr Bruna Sojky) na BMW. Na IV. Hradeckém okruhu za přítomnosti 50 000 diváků (20 kol/46 km) Bruno Sojka 14. května 1950 zvítězil v čase 26:54,8 min (prům. rychlost 102,6 km/h) ve sportovních vozech nad 1100 ccm před ing. Pohlem a Václavem Bobkem (oba Škoda Supersport).  Na 1. Mladoboleslavském závodu městem, který se konal 21. května 1950 (12 kol/28,8 km), obsadil Bruno Sojka 2. místo za Václavem Bobkem na Škodě Supersport. Další vítězství zaznamenal Tatraplan Sport 28. května na Lidickém okruhu a také 25. června na Libereckém okruhu. Na trutnovském rychlostním okruhu se 9. července 1950 uskutečnil 2. ročník závodu "Branou Krkonoš". Za přítomnosti 25 000 diváků ve sportovních automobilech do 2000 cm³ B. Sojka obsadil na T 602 2. místo o 16 vteřin za Jiřím Pohlem (Škodě 1101 s kompresorem). Krajská odbočka AKRČs uspořádala 17. září v prostoru obcí Stará a Nová Bělá 1. ročník automobilového, okruhového závodu v Ostravě. Ve sportovních i závodních vozech na 15 kol zvítězil vždy Bruno Sojka na T 602 Tatraplan Sport. Nejlepšího času dne dosáhl v závodu sportovních vozů 36:22,4 min. 
Na brněnském okruhu 24. září 1950 v závodě na 10 kol/178 km obsadil Josef Pavelka na T 602 ve sportovních automobilech do 2 l 2. místo za ing. Sojkou na BMW. Na dalších 2 Tatraplanech startovali Adolf Veřmiřovský (9. místo) a Bruno Sojka (odpadl s T 601 Monte Carlo pro poruchu v 5. kole). V roce 1950 byl z prostého závodu do vrchu Ecce Homo vytvořen rychlostní okruh. Jeden okruh měřil 9820 m a výškový rozdíl činil 200 m. Vítězi tohoto okruhového závodu na 10 kol/98,2 km se stali 1. října Bruno Sojka na novém závodním automobilu Tatra T 607 Monopost (osmiválec 1985 cm³, rozvod OHV) před Jaroslavem Pavelkou na Tatra T 602 Tatraplan Sport (1. místo v kategorii sportovních vozů nad 1500 cm³). V prvních kolech se ujal vedení Pavelka, ale od třetího kola se Sojka dostal do čela závodu, postupně zrychloval a zvítězil. Sojka ustanovil i nový traťový rekord na 1 kolo 6 minut a 21 sekund. Pavelka na T 602 obsadil 2. místo. 
V Brně při 12h závodě konaném 8. října v klasifikaci podle ujeté vzdálenosti zvítězila posádka Pavelka-ing. Sojka (1192,9 km v průměrné rychlosti 99,3 km/h) před Adolfem Veřmiřovským s Aloisem Kopečným (1161,1 km). Obě posádky startovaly s Tatraplanem Sport. Na závěr sezóny 15. října se jel závod o Strahovský štít na okruhu okolo strahovských stadionů 2,6 km dlouhém. V nejsilnější třídě do 2000 cm³ zvítězil Jaroslav Pavelka na T 602 (3 rozjížďky po 10 kolech), když Adolf Veřmiřovský na druhém voze již v prvé rozjížďce vzdal pro poruchu stroje.

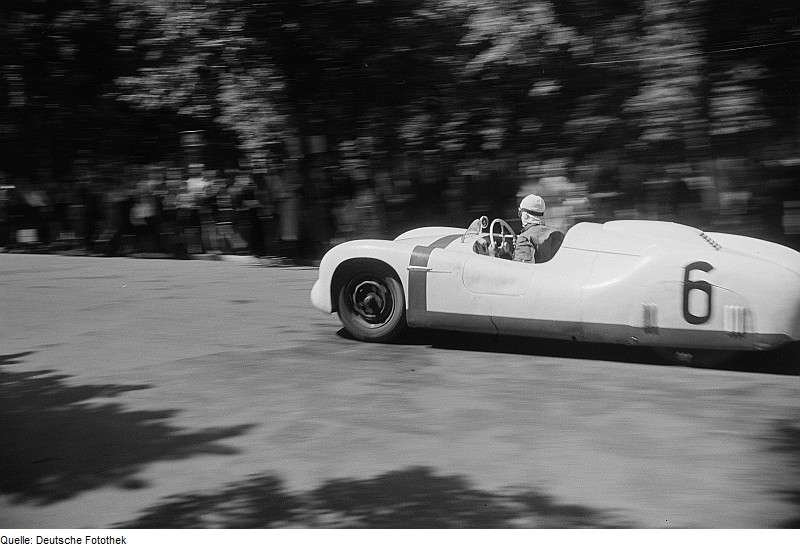
Jaroslav Pavelka (T-602) na závodě "Rund um das Scheibenholz". Pro poruchu nedojel (Lipsko 1951)

Jaroslav Pavelka startoval 5. května 1951 v Liberci (2. místo) a 20. května v Mladé Boleslavi (3. místo). K tragédii došlo v sobotu 30. září 1951, kdy Bruno Sojka s T 602 havaroval při tréninku na okruhový závod Ecce Homo. Fatální nehoda se odehrála v prudké levotočivé zatáčce zhruba tři kilometry od současného startu. Co bylo příčinou havárie se do dnešního dne nepodařilo přesně zjistit. Incident, při kterém zahynul Bruno Sojka, nebyl nikdy uspokojivě vysvětlen, protože jeho Tatra T 602 Tatraplan Sport opustila silnici podezřelým způsobem. Podle očitých svědků mu vlétl do obličeje velký pták. Rozjetý roadster projel zatáčku rovně, narazil kolmo na patník, saltem podél přední části zádí vzhůru se převrátil a poté rozdrtil jezdce pod sebou. Ve druhém ročníku Rychlostního okruhu v roce 1951 se vozy Tatra závodu na okruhu Ecce Homo nezúčastnily. V září 1952 obsadil s tímto typem J. Chovanec 1. místo v kategorii sportovních vozů v Ostravě a 1. místo ve stejné kategorii do 2000 cm³ v Brně na Závodě družby národů.
Modernizovaný T 602 vznikl v roce 1952 s 2,5l vzduchem chlazeným motorem V8 (z Tatry 603). Josef Chovanec s tímto vozem obsadil 24. května 1953 v Mladé Boleslavi 2. místo a 14. června 1953 v Liberci 3. místo. Poslední vítězství s T602 zaznamenal 28. června 1953 Josef Chovanec ve třídě sportovních vozů do 3000 ccm na okruhu Ecce Homo ve Šternberku. Tato T 602 byla zničena při havárii v létě 1953 při pokusu o rychlostní rekord na silnici u Hranic na Moravě. Při první jízdě dosáhl rychlosti 210 km/h a následná snaha o další posunutí rychlostní hranice se mu stala osudnou. V rychlosti nad 200 km/h praskla zadní pneumatika (rozlepila se vzdušnice). Vůz dostal smyk, narazil do několika patníků, potom do můstku a nakonec se převrátil. Po převrácení se ve voze vznítilo palivo a plameny brzo zachvátily celý vůz. Řidič Josef Chovanec z vozu při prvním obratu vypadl a havárii přežil zcela nezraněn, i když bez jedné polobotky.
T 602 byl později pro Luďka Munzara obnoven a soutěžil v závodech historických automobilů. Na rozdíl od původního vozu má nyní Tatraplan Sport T 602 karoserii z ocelového plechu. Poháněn je modifikovaným motorem V8 z Tatry 603. Luděk Munzar s ním v roce 1989 debutoval v závodech do vrchu, v květnu obsadil 2. místo na okruhu v Mostě a na podzim vyhrál svoji kategorii na Mistrovství Evropy historických vozidel na slavné italské trati v Monze.